# 3523 Arina
3523 Arina eller 1975 TV2 är en asteroid i huvudbältet som upptäcktes den 3 oktober 1975 av den ryska astronomen Ljudmila Tjernych vid Krims astrofysiska observatorium på Krim. Den har fått sitt namn efter Pusjkins barnskötare, den livegna Arina Rodionovna Jakoleva.
Asteroiden har en diameter på ungefär nio kilometer.